# Communauté de communes Armagnac Adour
La communauté de communes Armagnac Adour est une communauté de communes française, située dans le département du Gers.

## Communes adhérentes
La communauté de communes est composée des 24 communes suivantes :

| Nom               | Code Insee | Gentilé         | Superficie (km2) | Population (dernière pop. légale) | Densité (hab./km2) |
| ----------------- | ---------- | --------------- | ---------------- | --------------------------------- | ------------------ |
| Riscle (siège)    | 32344      | Risclois        | 36,55            | 1 643 (2022)                      | 45                 |
| Aignan            | 32001      | Aignanais       | 32,16            | 722 (2022)                        | 22                 |
| Avéron-Bergelle   | 32022      | Avéronais       | 14,7             | 182 (2022)                        | 12                 |
| Bouzon-Gellenave  | 32063      | Bouzonnais      | 10,29            | 163 (2022)                        | 16                 |
| Cahuzac-sur-Adour | 32070      | Cahuzacais      | 6,62             | 198 (2022)                        | 30                 |
| Castelnavet       | 32081      | Castelnavetois  | 18,06            | 116 (2022)                        | 6,4                |
| Caumont           | 32093      | Caumontais      | 7,15             | 103 (2022)                        | 14                 |
| Fustérouau        | 32135      | Fustérégaliens  | 7,85             | 130 (2022)                        | 17                 |
| Goux              | 32151      | Gouxois         | 5,36             | 63 (2022)                         | 12                 |
| Labarthète        | 32170      | Labarthétois    | 11,09            | 146 (2022)                        | 13                 |
| Lelin-Lapujolle   | 32209      | Linois          | 13,56            | 276 (2022)                        | 20                 |
| Loussous-Débat    | 32218      | Loussois        | 5,07             | 73 (2022)                         | 14                 |
| Margouët-Meymes   | 32235      | Margouetois     | 17,69            | 159 (2022)                        | 9                  |
| Maulichères       | 32244      | Maulichérois    | 6,18             | 157 (2022)                        | 25                 |
| Maumusson-Laguian | 32245      | Maumussonnais   | 9,3              | 143 (2022)                        | 15                 |
| Pouydraguin       | 32325      | Pouydraguinois  | 9,71             | 123 (2022)                        | 13                 |
| Sabazan           | 32354      | Sabazanais      | 8,26             | 127 (2022)                        | 15                 |
| Saint-Germé       | 32378      | Saint-Germois   | 9,55             | 509 (2022)                        | 53                 |
| Saint-Mont        | 32398      | Saint-Montais   | 12,59            | 313 (2022)                        | 25                 |
| Sarragachies      | 32414      | Sarragachissois | 12,83            | 220 (2022)                        | 17                 |
| Tarsac            | 32439      | Tarsacois       | 4,51             | 158 (2022)                        | 35                 |
| Termes-d'Armagnac | 32443      | Termois         | 10,05            | 199 (2022)                        | 20                 |
| Verlus            | 32461      | Verlusiens      | 6,19             | 122 (2022)                        | 20                 |
| Viella            | 32463      | Viellarois      | 22,02            | 523 (2022)                        | 24                 |

## Démographie
| 1968  | 1975  | 1982  | 1990  | 1999  | 2010  | 2015  |
| ----- | ----- | ----- | ----- | ----- | ----- | ----- |
| 8 042 | 7 491 | 7 328 | 7 020 | 6 796 | 6 898 | 6 809 |

## Liste des Présidents successifs
| Période | Période | Identité     | Étiquette | Qualité             |
| ------- | ------- | ------------ | --------- | ------------------- |
| 2013    | actuel  | Michel Petit | PS        | Maire de Saint-Mont |

## Historique
La communauté de communes Armagnac Adour a été créée le 1er janvier 2013 à la suite de la fusion de deux communautés la communauté de communes Terres d'Armagnac et de la communauté de communes des Monts et vallées de l'Adour plus une commune la commune de Cannet